# Ponedera
Ponedera – miasto w Kolumbii, w departamencie Atlántico.